# 패트릭 화이트
패트릭 화이트(Patrick White, 1912년 ~ 1990년)는 오스트레일리아의 작가이다.

## 경력
케임브리지 대학교 재학 중에 시집 〈밭가는 사람〉으로 문단에 등장하였고, 《행복의 골짜기》에서 의식의 흐름의 수법을 채용한 인상파적 문체로 각광을 받았다. 그 밖에 《죽은 자와 산 자》 ,《인간의 나무》, 단편집 《타버린 자들》이 있다. 1973년 《폭풍의 눈》을 쓴 후 문학상의 신대륙인 오스트레일리아의 모습을 소개한 공로로 노벨 문학상을 받았다. 나무꾼 곧 벌목노동자로 일하면서 글을 썼다.

## 참고 자료
- 이 문서에는 다음커뮤니케이션(현 카카오)에서 GFDL 또는 CC-SA 라이선스로 배포한 글로벌 세계대백과사전의 내용을 기초로 작성된 글이 포함되어 있습니다.